# Esparros
Esparros ist eine französische Gemeinde mit 166 Einwohnern (Stand 1. Januar 2022) im Département Hautes-Pyrénées in der Region Okzitanien in den Vor-Pyrenäen.

## Demographie
| Einwohner                                                  | 487 | 523 | 563 | 732 | 713 | 244 | 232 | 202 | 211 | 192 | 194 |
| Ab 1962 offizielle Zahlen ohne Einwohner mit Zweitwohnsitz |     |     |     |     |     |     |     |     |     |     |     |

## Gemeindepartnerschaft
Mit der spanischen Gemeinde Plan in der aragonischen Provinz Huesca besteht eine Partnerschaft.